# Unidad Deportiva Atanasio Girardot

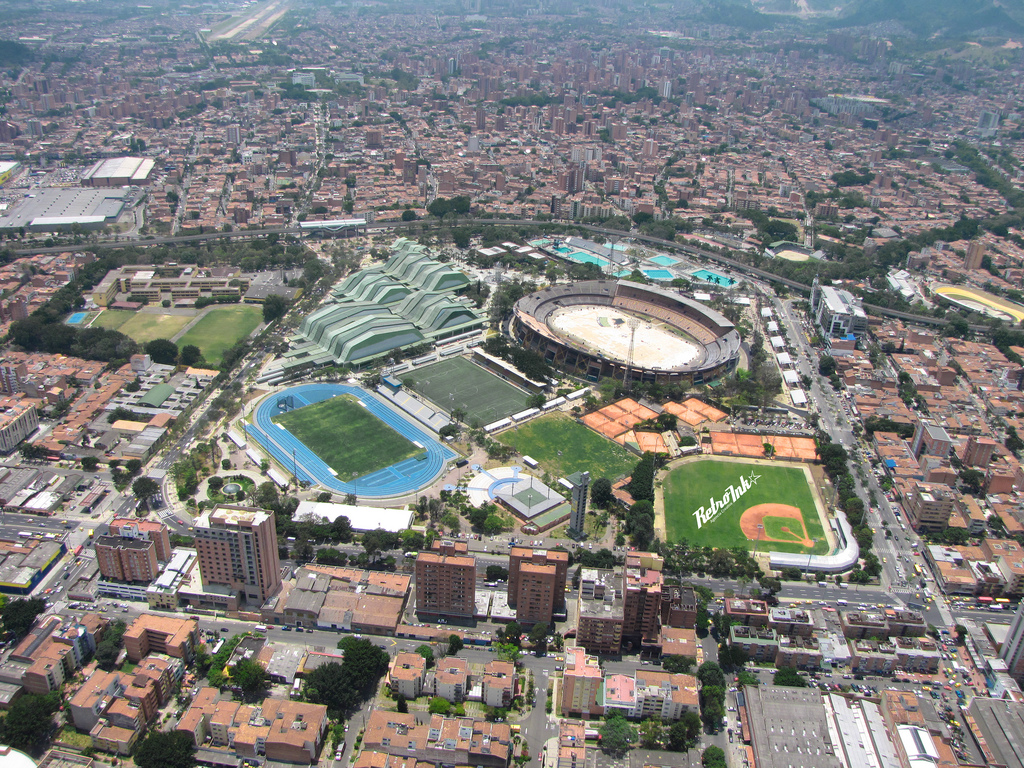
Unidad Deportiva Atanasio Girardot

La Unidad Deportiva Atanasio Girardot es un complejo urbanístico y Villa Olímpica ubicada en la ciudad de Medellín, Colombia, dedicado al deporte y destacado por su orden, belleza urbanística, por su zona verde  y acucioso mantenimiento. La unidad deriva su nombre en memoria del prócer colombiano Atanasio Girardot (1791 – 1813).

## Ubicación
Se sitúa en la comuna número 11 Laureles-Estadio de la ciudad, específicamente entre las Carreras 70 y 74, y la calle 48 y la Avenida Colombia o Calle 50.
En su límite suroriental se encuentra ubicada la Estación Estadio de la Línea B del Metro, facilitando su conexión con el resto de la ciudad.

## Estadio de fútbol Atanasio Girardot
El estadio Atanasio Girardot, que recibe el mismo nombre de toda la unidad, es la sede tradicional de los equipos locales de fútbol profesional, Independiente Medellín y Atlético Nacional. Tiene una capacidad de 46.000 espectadores.

## Otros coliseos y villa deportiva
Entre muchos otros, pues son cerca de 50, la unidad concentra escenarios como piscina olímpica, velódromo y patinódromo, coliseos de baloncesto, canchas de sófbol y béisbol, escenarios de voleibol, tenis de mesa, ajedrez, entre otros. Tiene también kartódromo, ciclovías, canchas de fútbol auxiliares y coliseo para atletismo.

## Sede de los Juegos Suramericanos de 2010
En noviembre 10 de 2006, Medellín fue seleccionada por la Organización Deportiva Suramericana, Odesur, como sede de los Juegos Suramericanos de 2010, venciendo en esta aspiración a Santiago de Chile y sucediendo a la ciudad de Buenos Aires, Argentina.
Cuenta con una cómoda Villa Deportiva para alojar competidores visitantes.